# Yitro (parasha)
Pour le beau-père de Moïse, voir Jethro.
Yitro, Yithro, ou, selon la prononciation ashkénaze, Yisro (יתרו – hébreu pour Jéthro) est la dix-septième parasha (section hebdomadaire) du cycle annuel juif de lecture de la Torah, et la cinquième parasha du Sefer Shemot (Livre de l'Exode).
Elle est constituée d'Exode 18:1-20:23,. Les Juifs de la Diaspora la lisent le dix-septième Sabbath suivant Sim'hat Torah, généralement en fin janvier ou en février. Dans le rite des Juifs tunisiens, ce Shabbat est celui de la "Fête des garçons".

## Résumé

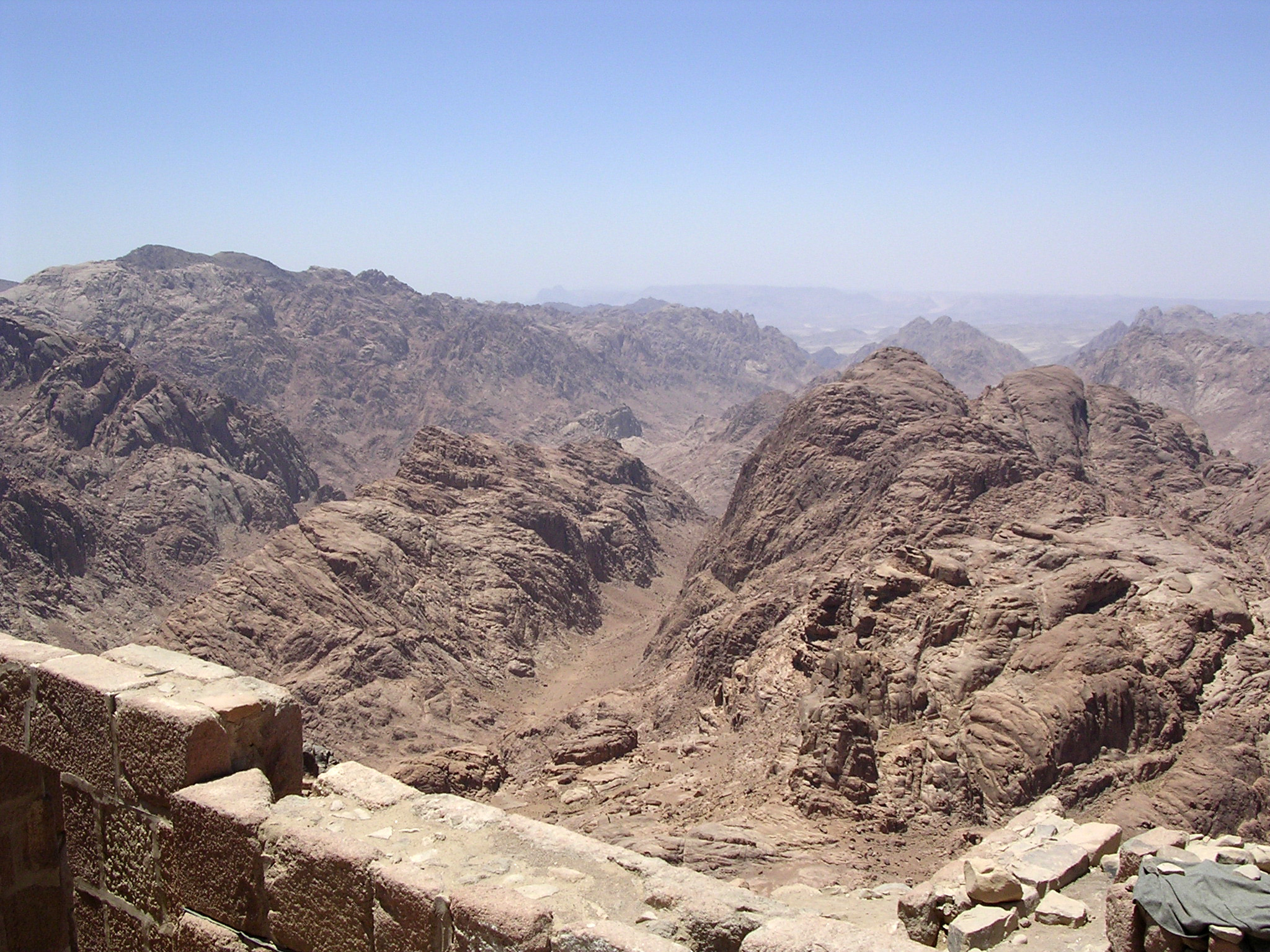
Vue du mont Sinaï

Yitro, beau-père de Moïse et prêtre midianite, apprend les miracles opérés par Dieu lorsqu'il a fait sortir son peuple d’Égypte. Il rejoint les Hébreux avec sa fille Tzippora, épouse de Moïse et leurs deux fils.
Voyant Moïse s’épuiser à résoudre les problèmes de tous, il lui conseille de déléguer à un conseil de 70 parmi les Anciens d’Israël les problèmes personnels et de se réserver aux affaires plus importantes.
Les enfants d’Israël parviennent au pied du mont Sinaï, et s’engagent à être « un royaume de cohanim, une nation sainte. »
Après trois jours de purification, le peuple est prêt à recevoir la Révélation divine : « Je suis YHWH ton Elohim Qui t’ai fait sortir d’Égypte… » Suit l’énonciation des Dix Paroles.
Le peuple, dépassé par l’intensité de l’évènement, craint de mourir et demande à Moïse d’être l’intermédiaire entre lui et Dieu.

### Divisions de la parasha lors de la lecture complète
La lecture de la parasha à la synagogue le sabbath est traditionnellement divisée en sept sections, pour lesquelles un membre différent de la congrégation est appelé à lire. La première lecture, le rishon, échoit traditionnellement à un cohen, la seconde, appelée sheni, à un levi, les suivantes à un israël (ni cohen ni levi). La septième section comporte une sous-section, le maftir, qui est lu par la personne qui lira ensuite la haftara.
Les sections de la parashat Yitro sont:
- rishon:
- sheni:
- shlishi:
- revi'i:
- shishi:
- shevi'i: 
  - maftir:

### Divisions de la parasha lors de la lecture abrégée
Une lecture publique de la parasha fut instaurée par Ezra le Scribe le lundi et le jeudi à la synagogue. Cette lecture, sensiblement plus courte, ne comprend que trois sections, la première réservée au cohen, la seconde au levi, la troisième à un israël
- Section du cohen: Shemot[5]
- Section du levi: Shemot[5]
- Section de l'Israël: Shemot[5]

### Maqam
Un maqam est un système de modes musicaux utilisé dans la musique arabe mélodique classique. Les juifs originaires des pays orientaux (Afrique du Nord, Syrie) s'en sont inspirés, et adaptent la mélodie de la liturgie du Shabbat en fonction du contenu de la parasha de cette semaine. Ils emploient 10 maqam différents, possédant chacun son usage propre.
Le maqam utilisé lors du sabbath au cours duquel on lit la parashat Yitro est le Maqam Hoseni, glorifiant la beauté des Dix Paroles.

## Commandements
La Torah comporte, selon la tradition rabbinique, 613 prescriptions. Différents sages ont tenté d'en établir un relevé dans le texte biblique.
Selon deux de ces computs les plus célèbres, le Sefer Hamitzvot et le Sefer HaHinoukh, la parashat Yitro comporte 4 prescriptions positives et 13 négatives:
- Savoir qu'il y a un Dieu (Ex 20,2)
- Ne croire en aucune divinité en dehors de Dieu (Ex 20,3)
- Ne pas faire d'idole (Ex 20,4)
- Ne pas adorer une idole par un acte de dévotion qui lui est particulier (Ex 20,5)[7]
- Ne pas invoquer le Nom de Dieu en vain (Ex 20,7)
- Sanctifier le Sabbath par la parole (par le Kiddoush et la Havdala)  (Ex 20,8)
- Interdiction de tout travail le Sabbath (Ex 20,10)
- Respecter ton père et ta mère (Ex 20,11)
- Ne pas tuer (Ex 20,13)
- Ne pas commettre l'adultère (Ex 20,13)
- Ne pas voler une personne (ne pas la séquestrer) (Ex 20,13)
- Ne pas déposer de faux témoignage (Ex 20,13)
- Ne pas convoiter la possession d'autrui (Ex 20,14)
- Ne pas faire de statue à forme humaine, même dans un but esthétique (Ex 20,20)
- Ne pas construire l'autel en pierres taillées (Ex 20,23)
- Ne pas gravir l'autel en utilisant des marches (Ex 20,26)

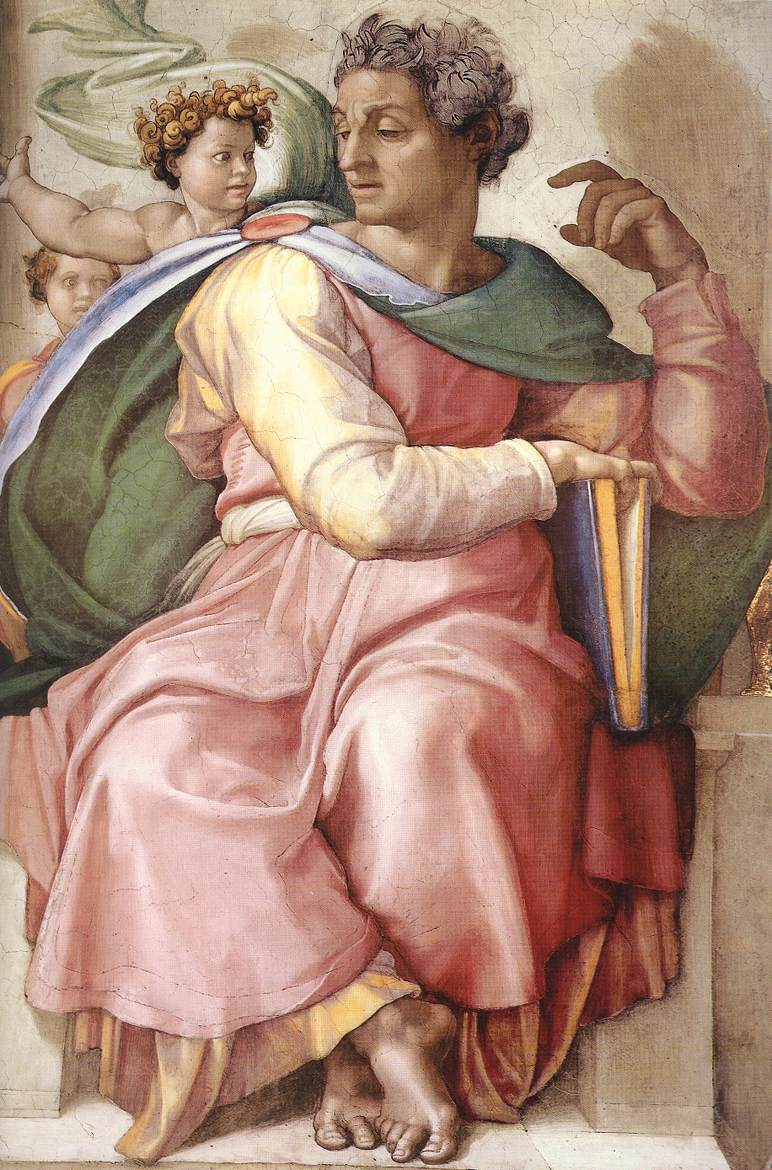
Isaïe (fresque de Michel-Ange)

## Haftara
La haftara est une portion des livres des Neviim ("Les Prophètes") qui est lue publiquement à la synagogue après la lecture de la Torah. Elle présente généralement un lien thématique avec la parasha qui l'a précédée.
La haftara pour la parashat Yitro est Isaïe 6:1-7:6 & 9:5-6

## Usage dans la liturgie
La parashat Asseret Hadevarim, qui contient le Décalogue est publiquement lue lors du festival de Chavouot.
Le commandement relatif à l'observance du sabbath (Ex. 20:8-11) est répété lors du Kiddousha Rabba, le Kiddoush de la Seouda Shenit du Sabbath, le repas pris en rentrant de la synagogue le samedi matin après avoir réalisé l'office du matin et celui du Moussaf du Sabbath.